# P/2013 J4 (PANSTARRS)
P/2013 J4 (PANSTARRS) — одна з короткоперіодичних комет сім'ї Юпітера. Ця комета була відкрита 5 травня 2013 року; вона мала 21.0m на час відкриття.